# Часниковка (Черниговская область)
Часнико́вка (укр. Часниківка) – село в Бахмачском районе Черниговской области Украины.
Население составляет 200 жителей (2022 год).
Впервые упоминается в 1861 году.
Средняя высота населённого пункта — 141 м над уровнем моря. Село находится в зоне умеренного умеренно континентального климата.
Национальный состав представлен преимущественно украинцами, конфессиональный состав — христианами.